# Tjust

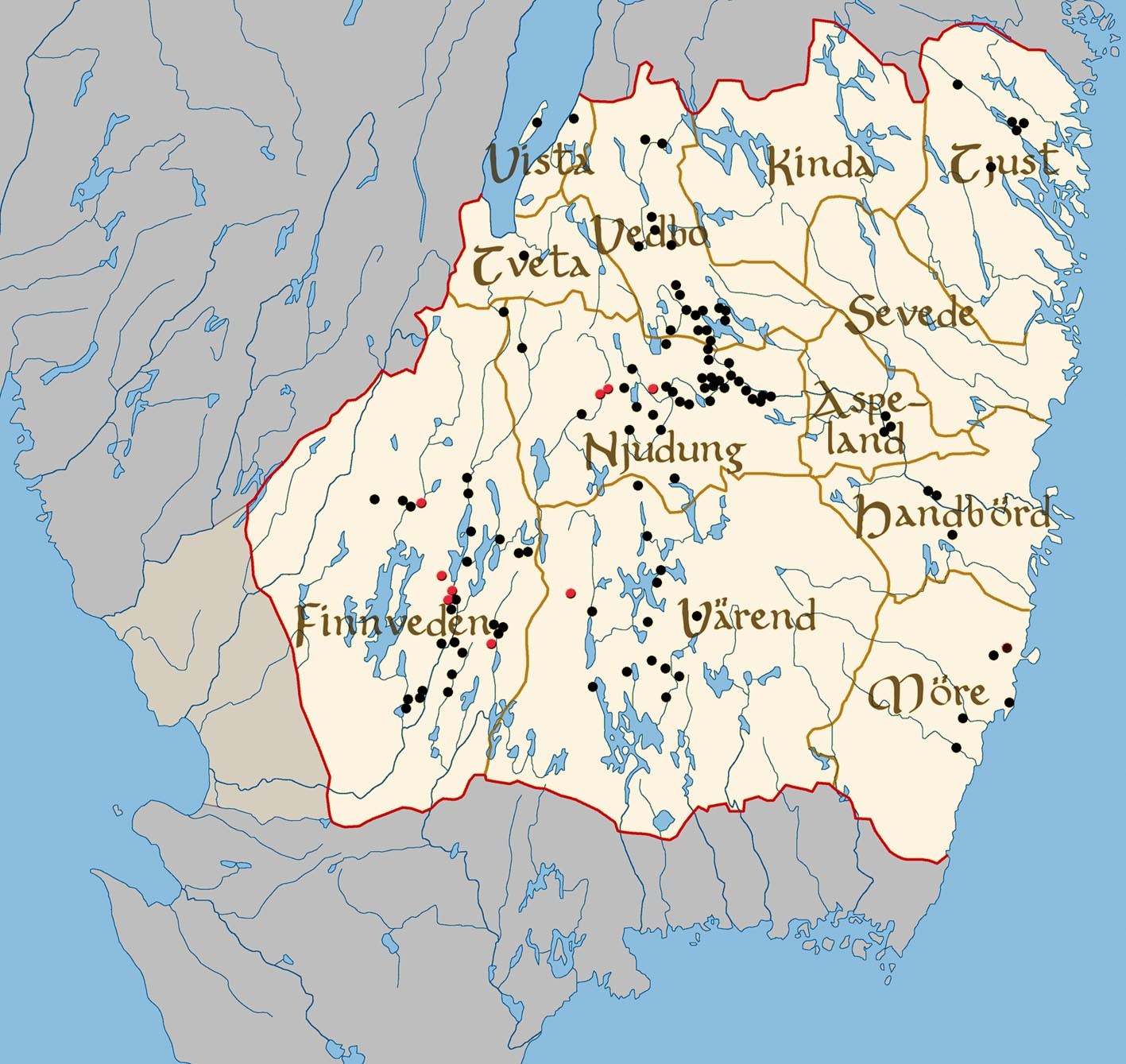
Karte von Småland zur Wikingerzeit

Zur Wikingerzeit (800–1050 n. Chr.) war Tjust eines der kleinen Reiche, die später Småland bildeten. 1675 wurde Tjust in zwei mittelalterliche Verwaltungsbereiche („härad“) geteilt – das nördliche Tjust und das südliche Tjust. Beide Verwaltungsbereiche hatten jedoch eine gemeinsame Gerichtsbarkeit in Gamleby.
Heute wird Tjust synonym mit dem Gemeindegebiet der Kommune Västervik verwendet, auch wenn das historische Gebiet noch Locknevi, das heute in der Vimmerby Kommune liegt, Gärdesrum und Hannäs, die heute in der Åtvidaberger Kommune liegen, sowie Tryserum und Östra Ed, die heute in der Kommune Valdemarsvik liegen, umfasste.
Woher der Name Tjust kommt ist nicht gesichert. Eine Theorie besagt, dass der Name ein Synonym des mittelalterlichen Wortes „thiod“ für Volk sein könnte. Andere Vermutungen gehen davon aus, dass Tjust ein Wort für „die schöne, die unberührte (jungfräuliche)“ sein könnte.
Geografisch unterscheidet sich das Gebiet deutlich von der angrenzenden Smålandsküste. Die Landschaft wird durch langgestreckte Täler geprägt, die als Fjorde ihre Fortsetzung in die Ostsee finden. Zwischen den Tälern liegen Waldgebiete mit vielen Felsen. Die Besiedelung konzentriert sich daher entlang der Täler und der Küste.
Die geologischen Prozesse, die hier abliefen, führten zu vielfältigen Gesteinsarten und Vorkommen von Metallen (Kupfer, Gold, Eisen), die im Mittelalter und in der jüngern Neuzeit eine erhebliche wirtschaftliche Bedeutung erlangten. Außerdem ermöglichten die Gesteinsformationen die Etablierung einer Steinindustrie und den Aufschwung Västerviks zum Zentrum der schwedischen Grabsteinindustrie. Aktuell wird untersucht, ob eine Wiederaufnahme des Goldabbaus wirtschaftlich möglich ist.